# Chypre au Concours Eurovision de la chanson 2012
Chypre participe au Concours Eurovision de la chanson 2012 à Bakou en Azerbaïdjan. La représentante a été révélée le 3 août 2011 (officiellement le 8 août 2011).

## Sélection
Après plusieurs mois de rumeurs, le diffuseur a annoncé le 8 août 2011 que Ívi Adámou représenterait le pays au Concours 2012. L'annonce officielle a eu lieu au journal du soir de la chaîne. 
Elle aura à chanter trois à cinq chansons dans une finale nationale le 31 décembre 2012. La chanteuse de 17 ans, est récemment devenu connue pour sa participation à la version grecque de X Factor, où elle termina 6e.

## À l'Eurovision
Chypre participe à la demi-finale du Concours, les 22 et 24 mai 2012.